# Artova (district)
Artova is een Turks district in de provincie Tokat en telt 11.073 inwoners (2007). Het district heeft een oppervlakte van 356 km². Hoofdplaats is Artova.
De bevolkingsontwikkeling van het district is weergegeven in onderstaande tabel.
| 1997   | 2000   | 2007   |
| ------ | ------ | ------ |
| 14.665 | 16.246 | 11.073 |